# 張元鈞
張元鈞，字銳齋，贵州黔西人，清朝政治人物，同進士出身。

## 生平
道光十五年（1835年）乙未科進士，三甲一百十九名，官安徽青陽縣知縣。